# Soʻx (Fluss)
Der Soʻx (kirgisisch und russisch Сох Soch) ist ein Fluss in Kirgisistan und Usbekistan (Zentralasien).
Der Soʻx entspringt in Kirgisistan an der Nordflanke des Alaigebirges. Von dort fließt er in überwiegend nördlicher Richtung. Dabei durchfließt er die gleichnamige usbekische Exklave Soʻx. Schließlich erreicht er das Ferghanatal in Usbekistan, wo er einen Schwemmkegel ausbildet, welcher von Bewässerungskanälen durchschnitten wird.
Der Soʻx hat eine Länge von 124 km. Er entwässert ein Areal von 3510 km². Der Fluss wird vom Schmelzwasser der Gletscher sowie von der Schneeschmelze gespeist. Zwischen Juni und September führt er Hochwasser. Der mittlere Abfluss nahe dem Kischlak Sarykonda 44 km oberhalb der Mündung beträgt 42,1 m³/s. Das Flusswasser wird zur Bewässerung benutzt, mit der Folge, dass der Soʻx heutzutage nicht mehr als linker Nebenfluss des Syrdarja anzusehen ist.